# Chiesa della Beata Maria Vergine Assunta (Selargius)
La parrocchiale di Maria Vergine Assunta è la chiesa madre di Selargius, dedicata alla patrona della città. Sorge nel centro storico, in piazza Maria Vergine Assunta. Il tempio è sede dalla celebrazione annuale del tradizionale Matrimonio Selargino, la seconda domenica di settembre.

## Storia e descrizione
L'impianto originario, in stile gotico catalano, della chiesa risale al XV secolo. L'aspetto attuale è frutto di restauri e ampliamenti operati nei secoli successivi. 

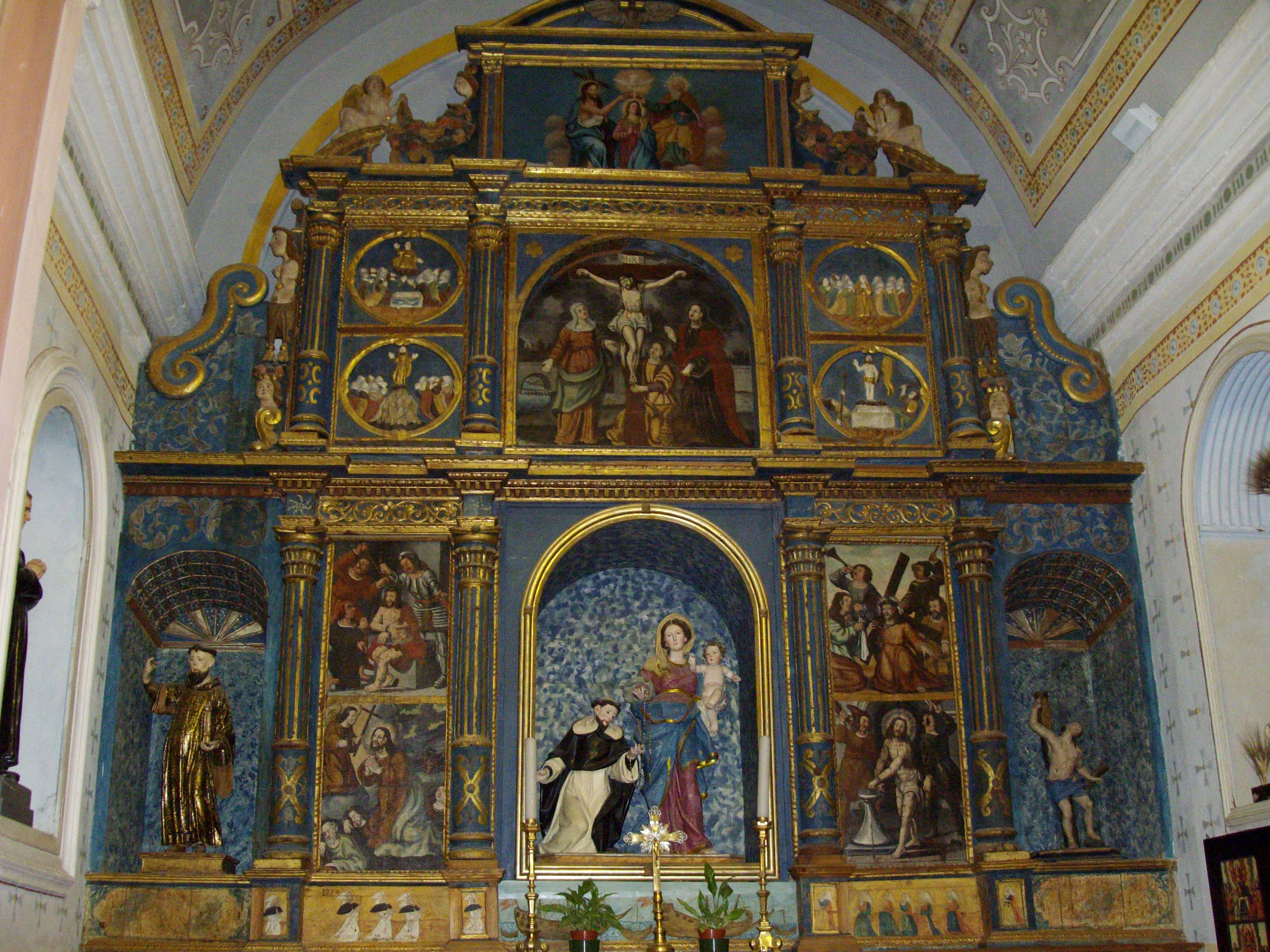
Retablo del Rosario, nella terza cappella a sinistra.

 Alla seconda metà del XIX secolo risale la sistemazione della facciata, in stile neoclassico, che si presenta culminante in un timpano e con il portale incorniciato da due coppie di colonne. Il campanile è a canna quadrata, sormontato da un cupolino rivestito da tegole in ceramica. I fianchi dell'edificio sono scanditi da contrafforti.
L'interno si presenta con pianta a croce latina, navata unica, transetto e abside semicircolare. Le pareti presentano una decorazione pittorica risalente al 1927. Nella cupola, situata all'incrocio della navata col transetto, sono dipinti i quattro evangelisti. 
Tra le sei cappelle laterali, sono da menzionare la seconda a destra, dedicata alla Madonna d'Itria, e la terza a sinistra, dedicata alla Madonna del Rosario, entrambe di origini seicentesche e legate alla storia delle due confraternite che hanno oggi sede, rispettivamente, presso le chiese di Sant'Antonio e di San Giuliano. Particolarmente pregevole è il retablo della Madonna del Rosario, dove gli scomparti dipinti illustrano i Misteri dolorosi e i Misteri gloriosi, mentre nella nicchia centrale si trova il gruppo scultoreo ligneo raffigurante la Vergine nell'atto di donare il rosario a san Domenico. 
In stile barocco si presentano l'altare maggiore, il pulpito e il fonte battesimale, realizzati in marmi policromi nel XVIII secolo.
Dal 18 agosto 2002 è guidata dall'attuale parroco, don Ireneo Schirru.